# Commission d'indemnisation des Nations unies
La Commission d'indemnisation des Nations Unies (CINU) a été créée en 1991 en tant qu'organe subsidiaire du Conseil de sécurité des Nations unies. Son mandat était de traiter les réclamations et de verser des indemnisations pour les pertes et dommages subis en conséquence directe de l'invasion et de l'occupation du Koweït par l'Irak en 1990-1991, dans la responsabilité a été établie par la résolution 687 du Conseil de sécurité des Nations unies, qui a déclenché la guerre du Golfe. Ces dommages comprenaient la perte de biens, le décès, la perte de ressources naturelles, les dommages à la santé publique et à l'environnement. Les travaux de la CINU ont officiellement pris fin en 2022.
La Commission est investie d'un double rôle : d'une part elle administre le Fonds d'indemnisation créé par la résolution 687 et d'autre part elle statue sur le bienfondé et le cas échéant le montant des demandes d'indemnisation formées devant elle. Son siège est établi au Palais des Nations de l'Office des Nations unies à Genève, son secrétariat exécutif occupant la Villa La Pelouse située au sein de ce complexe.
Le Fonds d'indemnisation est alimenté par un pourcentage prélevé sur l'exportation des produits pétroliers irakiens, dans le cadre de l'accord Pétrole contre nourriture et médicament entre l'ONU et l'Irak. Ce pourcentage est déterminé par la Commission elle-même dans l'exercice de ses fonctions d'administrateur du Fonds, dans la limite fixée par le Conseil de sécurité.
Le processus d’évaluation et d’attribution des indemnisations a commencé pendant la période où Saddam Hussein dirigeait l’Irak. Cependant, de nombreuses revendications (en particulier les plus importantes) n’ont été réglées qu’après l’arrivée d’un nouveau gouvernement en Irak. Les efforts du Club de Paris (une organisation créée par les pays industrialisés du monde dans les années 1950 pour restructurer la dette des pays lourdement endettés) pour obtenir une annulation de la dette afin de permettre à l'Irak d'utiliser ses revenus pétroliers pour la reconstruction ont rencontré un certain succès parmi les pays riches, à l'exception notable du Koweït et de l'Arabie saoudite. Certaines entités ont suggéré la notion de dette odieuse, selon lequel un pays ne devrait pas être tenu responsable de la dette contractée par un régime despotique dans le but de se renforcer et de réprimer la dissidence interne.
Des copies de toutes les décisions importantes et des principales preuves à l’appui des réclamations peuvent être trouvées sur le site internet de la CINU.

## Fonctionnement

### Organes

#### Conseil d'administration
La Commission est dirigée par un Conseil d'administration (en anglais : Governing Council) qui prend des décisions sur l'administration du Fonds d'indemnisation et statue sur le montant de l'indemnisation sur proposition des panels des commissaires. Il vote le budget de la Commission,.
Il est composé des quinze représentants des membres du Conseil de sécurité, avec la même règle de majorité qualifiée (trois cinquièmes, soit 9 voix sur 15), mais sans droit de veto. Toutefois les décisions relatives à la méthode d'alimentation du Fonds d'indemnisation doivent être prises par consensus. Le Conseil élit parmi ses membres un président et deux vice-présidents pour deux années. Par convention, ils ont toujours été choisi parmi les membres non-permanents du Conseil. Il se réunit en principe une fois par trimestre.
Les décisions du Conseil d'administration sont définitives ; elle ne peuvent pas faire l'objet d'un appel.

#### Panels de commissaires
Des panels (ou comités), constitués de trois commissaires de nationalités différentes, sont chargés de l'instruction des demandes d'indemnisations. Les commissaires sont choisis directement par le Conseil d'administration, sur proposition du Secrétaire général des Nations unies, parmi des éminents spécialistes du droit, de la finance, de l'assurance, du commerce, de la comptabilité, s'étant distingués dans le contentieux international. Ils sont indépendants et impartiaux, ne reçoivent aucune instruction et ne doivent pas avoir de lien avec les parties pendant l'exercice de leurs fonctions et deux années après son terme. Ils s'engagent par écrit sur ces points.
Les panels de commissaires se voit attribué une catégorie de réclamation spécifique par le secrétariat exécutif (v. supra), qui désigne également le président de chaque panel. Les panels se réunissent généralement une fois par mois.

#### Secrétariat exécutif
Enfin, jusqu'à 300 fonctionnaires internationaux travaillent en permanence aux côtés du Conseil d'administration et des commissaires et assurent des fonctions techniques, juridiques et administratives importantes au sein d'un secrétariat exécutif, telles que la tenue d'un compte séquestre pour le versement des indemnisations, l'administration quotidienne du Fonds d'indemnisation, l'établissement de formulaires de réclamation, la gestion des dossier et un examen préliminaire des réclamation.

### Préjudices indemnisés
En ce qui concerne le droit applicable, les règles provisoires de procédures précisent que les commissaires appliquent la résolution 687 et les résolutions pertinentes du Conseil de sécurité des Nations unies et les décisions du Conseil d'administration de la Commission. Le droit international général n'a donc qu'un rôle secondaire supplétif.
Le Conseil d'administration a décidé que les sommes versées à titre d'indemnisation seraient assorties d'intérêts à compter de la survenance du préjudice et jusqu'au paiement effectif. Le calcul des intérêts revient au Conseil, qui se base sur les dates de préjudices établies par les commissaires.

#### Catégories de réclamations
Lors de la première réunion du Conseil d'administration en août 1991, six catégories de réclamations ont été établies,: 
| Catégorie | Catégorie | Description des préjudices | Description des préjudices                                                                                                  |
| --------- | --------- | --- | --- |
| A         | A         | individus contraints de fuir le Koweït entre l'invasion et le cessez-le-feu                                                                                   | individus contraints de fuir le Koweït entre l'invasion et le cessez-le-feu                                                 |
| B         | B         | individus qui (ou dont la famille) ont subi un préjudicie corporel grave ou sont décédé à la suite de l'invasion                                              | individus qui (ou dont la famille) ont subi un préjudicie corporel grave ou sont décédé à la suite de l'invasion            |
| C         | C         | pertes commerciales des particuliers, douleur et angoisse, dommages matériels, etc. inférieurs à 100 000 dollars américains                                   | pertes commerciales des particuliers, douleur et angoisse, dommages matériels, etc. inférieurs à 100 000 dollars américains |
| D         | D         | pertes commerciales des particuliers, douleur et angoisse, dommages matériels, etc. supérieurs à 100 000 dollars américains                                   | pertes commerciales des particuliers, douleur et angoisse, dommages matériels, etc. supérieurs à 100 000 dollars américains |
| E         | E1        | sociétés et autres entités pour pertes commerciales | secteur pétrolier |
| E         | E2        | sociétés et autres entités pour pertes commerciales | autres |
| E         | E3        | sociétés et autres entités pour pertes commerciales | construction et ingénierie non-koweïtien                                                                                    |
| E         | E4        | sociétés et autres entités pour pertes commerciales | secteur privé pétrolier koweîtien                                                                                           |
| F         | F1        | Gouvernements et organisations internationales pour les coûts de réinstallation et de secours aux citoyens, dommages aux biens de l'État et à l'environnement | perte de propriété et coût de l'évacuation                                                                                  |
| F         | F2        | Gouvernements et organisations internationales pour les coûts de réinstallation et de secours aux citoyens, dommages aux biens de l'État et à l'environnement | réclamations jordaniennes et saoudiennes                                                                                    |
| F         | F3        | Gouvernements et organisations internationales pour les coûts de réinstallation et de secours aux citoyens, dommages aux biens de l'État et à l'environnement | réclamations koweïtiennes                                                                                                   |
| F         | F4        | Gouvernements et organisations internationales pour les coûts de réinstallation et de secours aux citoyens, dommages aux biens de l'État et à l'environnement | environnement |

Chaque catégorie de réclamation comportait des dates spécifiques pour le lancement de la réclamation et la fourniture des preuves requises. Les catégories E et F ont été subdivisées par la suite. Une catégorie mixte E/F concernait les réclamations relatives aux garanties d'export et aux assurances.

#### Exigence d'un lien de causalité direct
Conformément à la résolution 687, pour donner lieu à indemnisation, les dommages doivent être survenus dans une causalité directe avec l'invasion illicite du Koweït par l'Irak. Ne sont donc pas indemnisé les préjudices exclusivement causés par l'embargo imposé par le Conseil de sécurité en réponse à l'agression irakienne ou les dépenses engagées par les États de la coalition lors de l'Opération Tempête du désert. Dans sa décision no 15, le Conseil d'administration précise qu'un dommage qui trouve tout à la fois sa cause dans l'invasion ou l'occupation du Koweït par l'Irak et dans l'embargo peut être indemnisé. La résolution 687 limite également les bénéficiaires aux seuls États étrangers et leurs ressortissants.
Le Conseil d'administration a adopté des décisions visant à aider les panels de commissaires en déterminant les cas dans lesquels les dommages étaient réputés avoir été causés directement par l'invasion et l'occupation du Koweït. Le paragraphe 34 de la décision no 7 du Conseil prévoit que les dommages concernés incluent – mais ne sont pas limités – ceux ayant résulté:
« 1) military operations or threat of military action by either side during the period August 2, 1990–March 2, 1991;
2) departure of persons from or their inability to leave Iraq or Kuwait during the same period;
3) actions by Iraqi government officials or agents connected to the invasion or occupation;
4) the breakdown of civil order in Kuwait or Iraq during this period; and
5) hostage-taking or other illegal detention. »
« 1) des opérations militaires ou menace d'opérations militaires de deux camps durant la période du 2 août 1990 au 2 mars 1991 ;
2) du départ de personnes de l'Irak ou du Koweït ou de l'impossibilité pour ces personnes de quitter ces États sur la même période ;
3) des actions des agents ou officiels du gouvernement irakien en lien avec l'invasion ou l'occupation ;
4) de l'effondrement de l'ordre public en Irak ou au Koweït durant cette même période ;
5) des prises d'otages ou autres détentions illégales »
Le paragraphe 35 de la même décision apporte des précision quant aux préjudices environnementaux (catégorie F4). Ces derniers sont réputés – mais non pas limités – les pertes et dépenses résultant :
« a) Abatement and prevention of environmental damage;
b) Reasonable measures already taken to clean and restore the environment or future measures which can be documented as reasonably necessary to clean and restore the environment;
c)  Reasonable monitoring and assessment of the environmental damage for the purposes of evaluation and abating the harm and restoring the environment;
d) Reasonable monitoring of public health and performing medical screenings; and
e) Depletion of or damage to natural resources. »
« a) de la réduction et la prévention des préjudices environnementaux ;
b) des mesures raisonnables déjà prises pour purifier ou restaurer l'environnement ou des futures mesures qui ont pu être documentées comme raisonnablement nécssaires pour purifier et restaurer l'environnement ;
c) de l'évaluation et de la surveillance raisonnables des dommages environnementaux afin d'en déterminer le montant, de les réduire et de restaurer l'environnement ;
d) de la surveillance raisonnable de la santé publique et de la réalisation d'études médicales ;
e) de l'épuisement ou du dommages causé aux ressources naturelles. »

#### Indemnisations forfaitaires
Eu égard au grand nombre de réclamations, la Commission a pratiqué un traitement standardisé de certaines réclamations. Notamment les réclamations de catégories A et B (avec une exigence de preuve et des délais mois élevés) ouvre le droit à une indemnisation forfaitaire de 2 500 dollars américains. La preuve d'un préjudice supplémentaire d'un montant supérieur à l'indemnité forfaitaire peut être rapportée mais l'indemnisation est alors plafonnée, en tout état de cause, à 5 000 et 10 000 dollars américains, pour les catégorie A et B respectivement. Il est toutefois toujours possible d'introduire une réclamation dans les catégories C ou D en cas de préjudice d'une valeur plus élevée.

### Procédure d'indemnisation
Le 26 juin 1992, le Conseil d'administration adopte des règles « provisoires » de procédure devant la Commission. La procédure est plus souple par rapport au contentieux international, telles que celles suivies devant la Cour internationale de justice ou les Tribunaux arbitraux internationaux.

#### Saisine de la Commission
Toutes les réclamations sont en principes introduites par les gouvernements des États, qui représentent donc leurs ressortissants, de manière groupée, ou les organisation internationale, auprès du secrétariat exécutif. Toutefois la saisine individuelle directe demeure possible, mais seulement pour les personnes morales de droit privé. L'Office de secours et de travaux des Nations unies pour les réfugiés de Palestine dans le Proche-Orient, le Haut Commissariat des Nations unies pour les réfugiés et le Programme des Nations unies pour le développement peuvent toutefois agir au noms de personnes ou entités palestiniennes.
Sur proposition des États-Unis, un traitement informatisé des réclamations par échantillonnage (en anglais : sampling, inspiré du Tribunal des différends irano-américains) permet de regrouper les demandes similaires en fait ou en droit. Le secrétariat exécutif procède à un examen préliminaire et de la « recevabilité » des réclamations (qualité des réclamants, exigences formelles, respect des délais de réclamation fixés par le Conseil d'administration), classe la réclamations dans un des catégories susvisées, en dresse une estimation, et délivre un récépissé le cas échéant,.

#### Examen et prise de décision
La langue de travail de la procédure est l'anglais, mais les réclamations peuvent être soumises dans tout autres langues officielle des Nations unies si elle sont accompagnées d'une traduction en anglais. Elle n'est pas publique. Elle est par principe écrite mais les règles provisoires de procédure prévoit la possibilité d'une procédure orale en cas de réclamation particulièrement complexe ou étendue.
À l'appui de leur réclamation, les États dressent une présentation sommaire des éléments de preuves, sans entrer dans les situations particulières de réclamations pouvant concerner plusieurs centaines voire milliers de ses ressortissants. Afin d'éviter la double indemnisation, le réclamant est tenu de préciser s'il a déjà bénéficié d'une indemnisation ou entamé une autre procédure à cette fin. L'Irak n'intervient pas à proprement parler dans la procédure, sa responsabilité ayant été établie par la résolution 687 (et acceptée par lui), mais peut être invité par le panel à produire des observations sur certains points de fait ou de droit. Le panel peut solliciter le concours d'autres sources ou experts, et demander d'autres productions écrites en cas de réclamations particulièrement complexes ou étendues,.
L'article 35 des règles provisoires de procédure prévoit différentes règles de preuves. Pour les dommages de catégories A et B une « simple documentation sur les faits et la date » (en anglais : simple documentation of the fact and date) suffit, pour la catégorie C, des « preuves appropriées des circonstance et du montant du préjudice allégué » (en anglais : appropriate evidence of the circumstances and the amount of the claimed loss) sont nécessaires, tandis que pour les autres catégories sont exigées « de la documentation et d'autres preuves appropriées suffisantes pour démontrer les circonstances et le montant du préjudice allégué » (en anglais : documentary and other appropriated evidence sufficient to demonstrate the circumstances and the amount of the claimed loss). Cependant, le Conseil d'administration laisse aux panels une large marge de manœuvre dans l'appréciation des éléments qui leur sont fourni.
Il appartient au panel de commissaires de se prononcer sur le fait de savoir si les preuves soutenant la demande des réclamants ont été rapportées, si les préjudices établis par les preuves résultent directement de l'invasion ou de l'occupation du Koweït par l'Irak, et sur l'assignation d'un montant auxdits préjudices.
Le panel dispose de 180 jour pour statuer, à la majorité, sur les réclamations dont il est saisi. Un délai supplémentaires peut éventuellement être accordé par le Conseil d'administration (qui peut également confier le dossier à un autre panel). Il existe une procédure d'urgence pour les dommages de catégories A, B et C répondant à certains critères fixés par le Conseil d'administration, le délai du panel étant par exemple réduit à 120 jours. Il soumet ses recommandations, accompagnées de brefs éléments de motivation, au Conseil d'administration au moins 30 jours avant la tenue de sa séance. Ce dernier approuve le montant de l'indemnisation ou peut demander aux commissaires de revoir leurs conclusions sur un ou plusieurs préjudices.
La décision du Conseil d'administration, rendue publique tout en préservant la confidentialité de la procédure, est insusceptible de recours mais une erreur matérielle, typographique ou statistique peut être signalée au secrétariat exécutif dans les soixante jours suivant la publication. Le Conseil se prononce ensuite sur la nécessité d'une rectification de sa décision et la manière d'y procéder pour le secrétariat le cas échéant.

#### Suivi de l'indemnisation
Le Conseil d'administration avait imposé aux réclamants qu'ils lui fassent parvenir, après qu'il a rendu sa décision, des éléments attestant que l'indemnisation avait bien été versé au profit des personnes pour lesquelles la réclamation avait été déposée. En 2001, le Conseil prend des mesures pour s'assurer que les indemnisation versées dans le cadre des dommages F4 soient bien destinés à la restauration de l'environnement ou à l'évaluation et la surveillance des dommages environnementaux. Les bénéficiaires des indemnisations devaient présenter au Conseil d'administration des rapports périodiques et lui remettre une déclaration financière vérifiée au terme des opérations pour lesquelles les indemnisations devaient être versées.
Avec la fin de l'examen des réclamations de ces catégories, le Conseil d'administration met sur pied un « programme de suivis des indemnisations environnementales » (en anglais : Follow-up Programme for Environmental Awards). Ce programme de suivi, crée en décembre 2005 par une décision du Conseil suite à une demande l'Irak et après la bonne exécution de ses exigences précédentes imposées en 2001, visait à assurer un usage transparent et approprié de l'indemnisation et à s'assurer que les projet se poursuivent pour permettre d'évaluer, de surveiller et de remédier aux dommages environnementaux. Le programmes permettait le contrôle par des tierces parties tout en préservant une certaine flexibilité, et pris fin en novembre 2013.

## Histoire et bilan

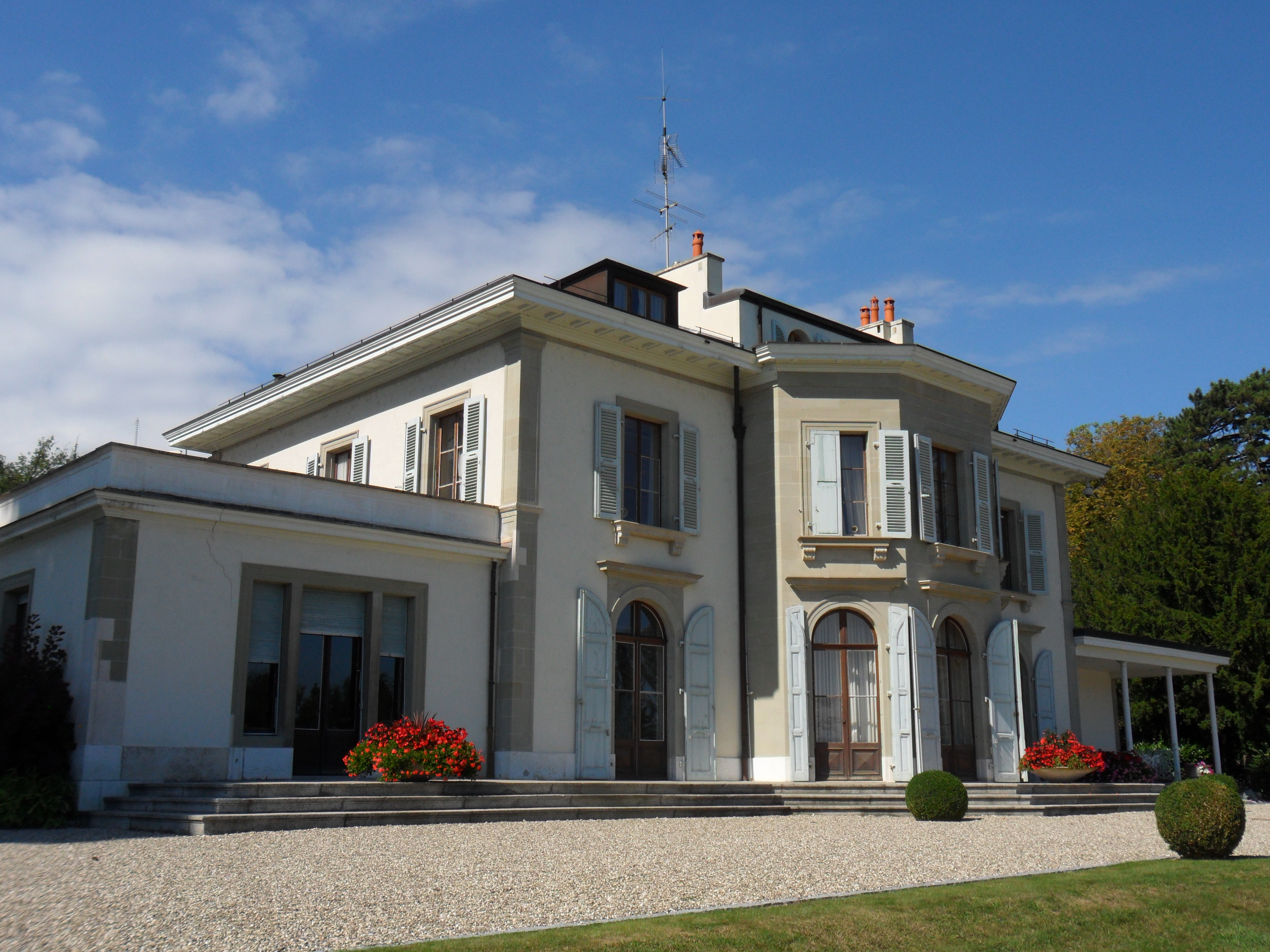
Vue de la Villa La Pelouse, siège du secrétariat exécutif de la CINU au sein du Palais des Nations de l'Office des Nations unies à Genève

Après la résolution 687 du 3 avril 1991, le secrétariat exécutif est créé le 29 juin 1991, la première décision du Conseil d'administration est prise en août 1991, les premiers commissaires sont nommés le 30 mars 1993 et les premières recommandations sont soumises au Conseil le 14 avril 1994. Jusqu'à 19 panels furent constitués, composés de 58 commissaires de 34 pays.
À la suite du refus irakien initial, le Conseil de sécurité a autorisé le financement de la CINU avec la saisie des avoirs irakiens gelés dans la résolution 778 (1992). La résolution 705 et 986 (1995) limite à 30% des revenus pétroliers annuels de l'Irak le prélèvement susceptible d'alimenter le Fonds d'indemnisation. Ce plafond est à réduit 25% par la résolution 1330 (2000), puis à 5% avec la résolution 1483 (2003).
Bien que le rôle de l'Irak était très secondaire dans la procédure, le Conseil d'administration a accepté de lui conférer une place plus importante à partir de décembre 2001 avec le début de l'examen des réclamations de type E et F.
Au total, plus de 350 milliards de dollars américains ont été réclamés dans le cadre de 2 686 131 dossiers, la plupart déposés par plus d'une centaine de gouvernements. Parmi ces réclamations, 1 543 619 (57 %) ont donné lieu à une forme d’indemnisation. Le montant total accordé, à payer par l’Irak à partir de ses revenus pétroliers, s’élève à un peu plus de 52 milliards de dollars. En janvier 2021, environ 50 milliards de dollars de ce total avaient été versés aux demandeurs, et il restait environ 2,4 milliards de dollars à payer. La CINU a adopté une politique d'examen et de paiement des particuliers en premier (les « réclamations humanitaires » de type A, B ou C), de sorte que la somme restante est entièrement due à une entité gouvernementale, la compagnie pétrolière nationale du Koweït. La CINU effectue des paiements d'environ 1 milliard de dollars par trimestre, en fonction de l'ampleur des revenus pétroliers de l'Irak. En décembre 2021, la banque centrale irakienne a annoncé qu'elle avait remboursé la totalité de sa dette de 52 milliards de dollars au titre des réparations de guerre envers le Koweït,.
| Catégorie | Nombre de réclamations déposées | Nombre de réclamations acceptées | Fin de l'examen | Indemnisation (en $) | %     |
| --------- | ------------------------------- | -------------------------------- | --------------- | -------------------- | ----- |
| A         | 923 158                         | 852 499                          | octobre 1996    | 3,15 millards        | 91.16 |
| B         | 5 734                           | 3 935                            | décembre 1995   | 13,4 millions        | 66.84 |
| C         | 1 736 288                       | 672 452                          | juin 1999       | 5,2 millards         | 45.08 |
| D         | 13 864                          | 10 343                           | juillet 2003    | 3,3 millards         | 74,6  |
| E         | 6 571                           | 4 048                            |                 | 26,3 millards        | 61,6  |
| F         | 393                             | 285                              | juin 2005       | 14 millards          | 72,52 |
| E/F       | 123                             | 57                               |                 | 311 millions         | 46,34 |

## Critiques
Dès le début de son fonctionnement, le système de la CINU a été critiqué pour le manque de représentation accordée à l'Irak, le gouvernement défendeur, dans le processus. En particulier, aucun argent provenant des ventes de pétrole irakien n'a été autorisé à être utilisé pour la défense juridique de l'Irak.

## Dommages environnementaux
Le Koweït et l’Arabie saoudite ont subi d’importants dégâts environnementaux à cause de l’occupation irakienne, les forces irakiennes en retraite ayant fait exploser ou embraser environ 600 puits de pétrole et déversé des millions de barils (estimés à 11 millions de barils) de pétrole brut dans le golfe Persique, dans lequel les hydrocarbures des navires endommagés. Au Koweït, les dommages causés à l’environnement étaient en grande partie terrestres, sous la forme de lacs de goudron et de pétrole entourant les puits endommagés. Plus d'un 1,6 millions de mines terrestres demeuraient non explosées à la suite de l'invasion. En 2001, la CINU a accordé au Koweït 108 millions de dollars pour étudier les effets de la dévastation environnementale sur le désert et le littoral, ainsi que les effets des incendies de puits de pétrole sur la santé publique. La majeure partie du désert du Koweït est en fait constituée de zones arbustives clairsemées, capables de nourrir des moutons, des chèvres et des chameaux. Peu de dégâts ont été constatés sur le littoral et l'industrie de la pêche du Koweït. À la suite de ces études, des réclamations ont été préparées pour des dommages de plusieurs milliards de dollars causés à l'écosystème du désert par les incendies de pétrole, les rejets incontrôlés de pétrole et les manœuvres militaires des forces irakiennes et de la coalition.
La Syrie, l'Iran et le Jordanie ont également subis de dommages environnementaux. Une évaluation des dommages causés en Jordanie aux eaux souterraines et aux sources en raison de flux de réfugiés, et en Syrie et en Iran sur les dommages causés par les incendies aux sites cultures et patrimoniaux.
En revanche, l’étude saoudienne a constaté des dégâts principalement sur le littoral. Le courant inverse des aiguilles d'une montre du golfe Persique a poussé la nappe flottante sur la côte saoudienne et a pollué environ 800 km (250 km à vol d'oiseau) de rivage presque vierge. Les stocks de poissons commerciaux (crevettes et poissons à nageoires) ont chuté, mais se sont rétablis en quelques années. Une étude approfondie et très détaillée du littoral a été menée à des intervalles de 250 mètres sur toute la longueur affectée, de la ligne de marée haute à la marée basse, afin de déterminer l'étendue de la contamination et son effet sur le biote. Les Saoudiens ont réclamé plusieurs milliards de dollars pour compenser ces dommages environnementaux,.